# 10 Metre

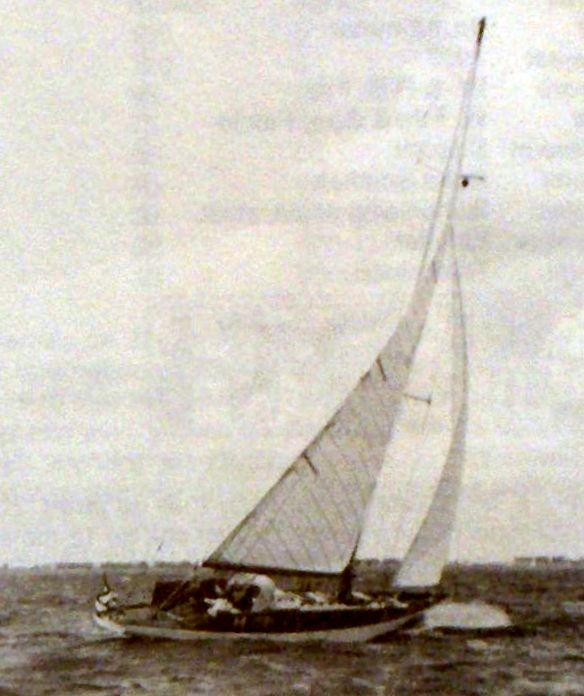
A embarcação Stormvogel é um dos exemplos mais conhecidos da classe 10 Metre.

A classe internacional dos 10 metros, internacionalmente conhecida como 10 Metre, é uma classe de iates clássicos de corrida. Geralmente, os barcos desta classe têm, em média, 16,5 metros de comprimento. Em seu apogeu, as Meter Classes eram o grupo mais importante de classes internacionais de corridas de iates e ainda são disputadas ativamente em todo o mundo. As primeiras embarcações desta classe foram construídas em 1907, e a classe esteve presente nos Jogos Olímpicos de Verão de 1912 e 1920, mas poucos barcos participaram da modalidade.
A Regra Internacional foi criada em 1907 para substituir o sistema de handicap anterior, que muitas vezes era local ou, na melhor das hipóteses, nacional, e também muito simples, produzindo barcos extremos que eram rápidos, mas de construção leve e pouco práticos.